# Hovhannès Bagramian
Hovhannès Khatxaturí Bagramian (en armeni: Հովհաննես Բաղրամյան, en rus: Ованес Хачатурович Баграмян), (2 de desembre de 1897 - 21 de setembre de 1982), va ser un comandant soviètic armeni Mariscal de la Unió Soviètica. Durant la Segona Guerra Mundial, Bagramian va ser el primer oficial no eslau comandant d'un Front i un de cinquanta armenis que va assolir el grau de General en el mateix període.
L'experiència de Bagramian li va permetre distingir com un comandant capaç de llançar contraofensives soviètiques reeixides contra l'Alemanya nazi a les primerenques etapes de la guerra. El 1942 se li va concedir el primer comandament d'una unitat, i en el novembre de 1943 va rebre el seu comandament més prestigiós com a cap del Primer Front Bàltic. Com a cap d'aquest front, va participar en les ofensives que es van moure cap a l'oest i van expulsar les forces alemanyes de les repúbliques bàltiques.
Fora d'Armènia, se'l coneix principalment per la versió russificada del seu nom, Ivan (o Ovannés) Khristofórovitx Bagramian (en rus :Ива́н Христофо́рович Баграмян)

## Biografia

### Primers anys i Primera Guerra Mundial

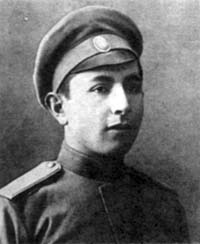
Bagramian el 1916 mentre estava servint a l'Exèrcit Imperial Rus.

Hovhannès Bagramian nascut al poble de Chardakhlú prop Elizavetpol (més tard Kirovabad, ara Gandja a l'Azerbaidjan). Era fill de Khatxatur Bagramian, un treballador ferroviari armeni.
El 1915, es va unir a l'Exèrcit rus com a voluntari en el Segon Regiment de Frontera del Caucas i va passar la resta de la Primera Guerra Mundial lluitant contra l'Imperi Otomà al Front del Caucas. El juny de 1917 es va graduar a l'acadèmia militar de Tbilissi.
No es va unir al Partit Comunista després de la Revolució d'octubre, sinó que ho va fer el 1941, cosa que era atípica per un oficial soviètic, i no obstant això, amb la creació de la recentment establerta República Democràtica d'Armènia el 1918, es va allistar a el Tercer Regiment Armeni.
Després que l'Imperi Otomà signés el Tractat de Brest-Litovsk amb la RSFS de Rússia, va ajudar a prevenir l'atac del Tercer Exèrcit otomà a les regions de Karaourgani i Sar kam. El maig de 1918 va participar en la batalla de Sardarapat, on els militars armenis es van assegurar una victòria crucial contra les forces turques. Va romandre en aquest regiment fins al maig del 1920.
Després de l'enderrocament del tsar el govern bolxevic va envair les repúbliques de l'Azerbaidjan, de Geòrgia i d'Armènia. El maig de 1920, Bagramian va iniciar una revolta local contra el Dashnak i es va unir a l'11è Exèrcit.
Hovhannès Bagramian es va fer comandant d'un regiment de cavalleria, participant en diverses batalles durant la Guerra Civil russa, i també lluitant contra les forces nacionalistes armènies i georgianes. El 1923, va ser nomenat comandant del Regiment de Cavalleria d'Alexandropol, una posició que ell va sostenir fins a 1931. Dos anys més tard, Bagramian es va graduar a l'Escola de Cavalleria de Leningrad i, el 1934 a l'Acadèmia Militar Frunze.
De 1934 a 1936, va exercir com a cap de personal de la 5a Divisió de Cavalleria, i des de 1938, va treballar com a instructor i professor de categoria superior a l'Acadèmia Militar de l'Estat Major soviètic. Simultàniament, el líder soviètic Ióssif Stalin havia purgat gran part del cos d'oficials amb experiència de la Unió Soviètica. Alguns estudiants de l'acadèmia militar com Andrei Ieriomenko i Gueorgui Júkov, van veure pujar la seva carrera, mentre que Bagramian va romandre estancat.
El 1940, quan el General Júkov va ser ascendit a comandant del Districte Militar de Kíev, a Ucraïna, Bagramian va escriure una carta demanant servir sota el seu comandament. Júkov va estar-hi d'acord, i al desembre demanar a Bagramian la seva ajuda per a redactar un document que havia de presentar-se a tots els comandants dels districtes militars soviètics. El document de Bagramian, realització d'una operació ofensiva contemporània, deixà impressionat a Júkov, i va promoure a Bagramian per convertir-se en el cap d'Operacions del 12è Exèrcit Soviètic amb base a Ucraïna. Als tres mesos però, Bagramian, llavors un coronel, va ser nomenat Diputat Cap de personal del Front Sud-oest, amb seu a Kíev.

## Segona Guerra Mundial

### Ucraïna

Mapa de les fronteres acordades en el Pacte Ribbentrop-Molotov, i mapa de les fronteres a les quals es va arribar realment el 1939.(En Castellà)

El juny de 1941, l'Alemanya nazi va violar el pacte de no-agressió Mólotov-Ribbentrop i va envair la Unió Soviètica. A diferència de moltes de les tropes de la frontera que van ser agafades per sorpresa per l'ofensiva alemanya, Bagramian i el seu comandant, el general Mikhaïl Kirponós creien que la invasió d'Alemanya era inevitable, i pensaven que l'ofensiva alemanya empraria l'estratègia de Blitzkrieg o guerra llampec com l'havia utilitzat en les campanyes a Polònia el 1939 i Europa Occidental el 1940. Per això, des de l'hivern de 1939al del 40, Bagramian havia ideat un pla de batalla que contestaria les amenaces sobre Ucraïna occidental, aquest pla va ser aprovat després de nombroses revisions el 10 de maig de 1940.
La columna a la qual anava Bagramian va ser bombardejada pels avions alemanys. Tres dies després de l'inici de la invasió, els projectes per a la contraofensiva van ser posats en pràctica però el desordre envoltar les tropes i l'atac es derrueix. Tanmateix va participar en les grans batalles de tancs a Ucraïna occidental i l'operació defensiva al voltant de Kíev, en la qual Kirponós va morir i el Front sencer va ser capturat pels alemanys. Ell va ser un dels pocs oficials d'alta graduació que van aconseguir escapar de l'exèrcit envoltat.
Bagramian llavors va ser designat cap de personal del Mariscal Semion Timoixenko i amb el futur primer ministre soviètic Nikita Khrusxov. En les seves memòries, Khrusxov descrivia a Bagramian com "una persona molt precisa que va fer un informe molt detallat sobretot tal com era. Quantes tropes teníem nosaltres, les seves posicions, i la situació general."
Bagramian va contribuir decisivament a la planificació de dues contraofensives soviètiques contra els alemanys, incloent l'empenta principal fet per forces soviètiques al desembre durant la batalla de Moscou, i per això va ser ascendit a tinent general. Al mateix mes, va ser assignat cap de personal d'un grup d'operacions militars que supervisarien tres Grups d'Exèrcit: el Del sud, el Del sud-oest i els Front de Briansk. El març de 1942, va acompanyar a Khrusxov i Timoixenko a Moscou per presentar a Stalin els projectes d'una nova contraofensiva a la ciutat ucraïnesa de Kharkov. Stalin, impressionat pel seu pla, va aprovar l'operació i el 8 d'abril, va promoure a Bagramian com a Cap de Personal del Front del Sud-oest. El 12 de maig de 1942, els exèrcits del Front del Sud-oest van atacar Kharkov però el llançament de l'ofensiva es dugué a terme en un moment inoportú, ja que ells atacaven el Sortint de Barvenkovo, una regió que forces alemanyes estaven voltant.
Mentre les forces soviètiques en un principi van encertar en la reconquesta de Kharkov, es van trobar atrapats per l'exèrcit alemany després del tancament de Barvenkovo. El 18 de maig, Bagramian va demanar Timoixenko canviar els projectes però Timoixenko i Stalin van rebutjar aprovar la seva petició. Les pèrdues soviètiques van ser enormes en els exèrcits 6è, 9è i 57è (aproximadament 18-20 divisions) i Bagramian va ser apartat el 28 de juny per la STAVKA. Segons Khrusxov, Bagramian va estar tan devastat de la immensa pèrdua d'homes que després que l'operació va ser suspès, "ell es va posar a plorar. Els seus nervis s'embogiren ... Ell plorava pel nostre exèrcit" Acusat de ser el responsable del fracàs de l'operació, va ser degradat a cap de personal del 28è Exèrcit soviètic. Diversos dies més tard, va escriure una carta a Stalin en la qual demanava "servir al front en qualsevol posició, encara que sigues modesta" L'historiador britànic militar john Erickson però afirma que Bagramian va ser injustament acusat per Stalin, en les temptatives d'aquest a buscar sempre culpables quan les operacions militars sortien malament.

### El 16è Exèrcit
Encara que mai havia comandat una unitat abans de la guerra, li varen donar el seu primer comandament d'un exèrcit al front occidental, en particular perquè al mariscal Júkov van impressionar-li les seves habilitats i capacitats. Júkov, amb l'aprovació del STAVKA, el va nomenar comandant del 16è Exèrcit, en substitució del seu ex comandant, Konstantín Rokossovski que havia estat enviat al Front de Bryansk. El 30 de juliol, les forces soviètiques van llançar una nova ofensiva com a part de la continuació de les Batalles de Rjev, a Rússia occidental, en un esforç per fer retrocedir a les forces alemanyes que avançaven cap a Moscou, prop del riu Volga. Les dues setmanes següents, les forces soviètiques van realitzar amb èxit diverses incursions a la regió. L'11 d'agost, però, les forces alemanyes havien muntat una ofensiva sorpresa en el flanc sud del front occidental. Les forces alemanyes amenaçaven Bagramian en el flanc esquerre, de manera que el 9 de setembre va moure ràpidament les seves forces per combatre i posar fi a les seves intencions d'avançar encara més.
El Front Oriental es trobava en batalles gairebé fins a Stalingrad, els alemanys intentaven arribar al Caucas amb un gran avenç cap al sud, en aquells dies, el Sisè Exèrcit Alemany assetjava Stalingrad. El 16è Exèrcit en aquest moment es componia de quatre divisions i una brigada d'infanteria per a la nova ofensiva, a les forces de Bagramian es van sumar altres dues divisions, una brigada d'infanteria, quatre brigades de tancs i diversos regiments d'artilleria. L'exèrcit de Bagramian va llançar un atac contra les forces alemanyes a Bryansk al llarg dels fronts occidental. Pels seus esforços i la lluita contra el registre, el 16è Exèrcit va ser rebatejat com l'Onze Exèrcit de la Guàrdia Roja.

### Kursk
La batalla de Stalingrad va marcar el punt d'inflexió de la guerra. Les forces alemanyes es reorganitzaren per una nova ofensiva a l'estiu de 1943 per atacar a la Unió Soviètica, al sortint de Kursk, l'Alt Comandament alemany va utilitzar unitats veteranes per a aquesta acció. La STAVKA, informada de la imminència dels atacs, va demanar que s'avancés prop de les defenses de la ciutat de Kozelsk i se'ls empenyés al sud en la que seria l'ajuda dels exèrcits del Front Central. Les forces procedirien a tallar 75 milles de distància que envoltaven als alemanys. Això va ser similar al que va passar el 1942 a l'Operació Urà, on els exèrcits soviètics havien envoltat i atrapat al Sisè Exèrcit a Stalingrad.
L'Onzè Exèrcit de Bagramian s'encarregava de prendre part en l'ofensiva i se li va donar addicionalment tres divisions d'infanteria i dos cossos blindats, en total una força composta de quinze divisions. Bagramian però va argumentar a la STAVKA que la seva planificació era massa audaç, en les esperances de repetir l'èxit de setge com l'Operació Urà. Ell, va afirmar que les seves forces estaven sobrecarregades i tindrien dificultats per atacar les posicions alemanyes a Vóljov. Per evitar una repetició del fracàs de Kharkov l'any anterior, en lloc va demanar que el 61è Exèrcit del Front de Bryansk ajudés a l'Onzè en la destrucció de les forces alemanyes a Vóljov, de manera que s'eliminaria el Novè Exèrcit de la protecció del nord. Fa una crida al Front, al seu comandant Vassili Sokolovski i Reytan però tots dos van rebutjar la seva proposta. A l'abril, la STAVKA va enviar als principals comandants dels exèrcits i Fronts a Moscou a una reunió informativa sobre els preparatius de la batalla. Contra les protestes de Sokolovski i Reytan, Bagramian va proposar el seu pla alternatiu a Stalin, va estar d'acord i va aprovar que seria més correcte el seu camí a seguir. A Bagramian li van donar vint dies per preparar l'Onze Exèrcit i el 24 de maig va informar que les seves forces estaven llistes. L'Onze Exèrcit ara estava compost per 135.000 homes, 280 vehicles blindats de combat, 2700 peces d'artilleria i diversos centenars d'avions per donar suport aeri a les forces de tierra. Stalin, però, sent la necessitat d'agreujar encara més la capacitat de lluita contra les forces alemanyes, retarda l'ofensiva.
El 5 de juliol de 1943, després de diversos mesos d'ajornament de l'ofensiva, les forces alemanyes van llançar la batalla de Kursk aquesta operació va rebre el nom en clau d'"Operació Zitadelle". Les pèrdues alemanyes van ser inicialment grans a causa dels preparatius de la defensa soviètica. Prenent avantatge d'això, el 12 de juliol, les forces de Bagramian començaren la seva ofensiva, el nom en codi era Operació Kutuzov. El 28 de juliol, l'operació es du a terme amb èxit i va ser ascendit al rang de Coronel General. En aquell mes, les seves forces van prendre part a gran escala en ofensives contra els alemanys, el que va obligar a Alemanya a romandre a la defensiva durant la resta de la guerra.

### Belarús

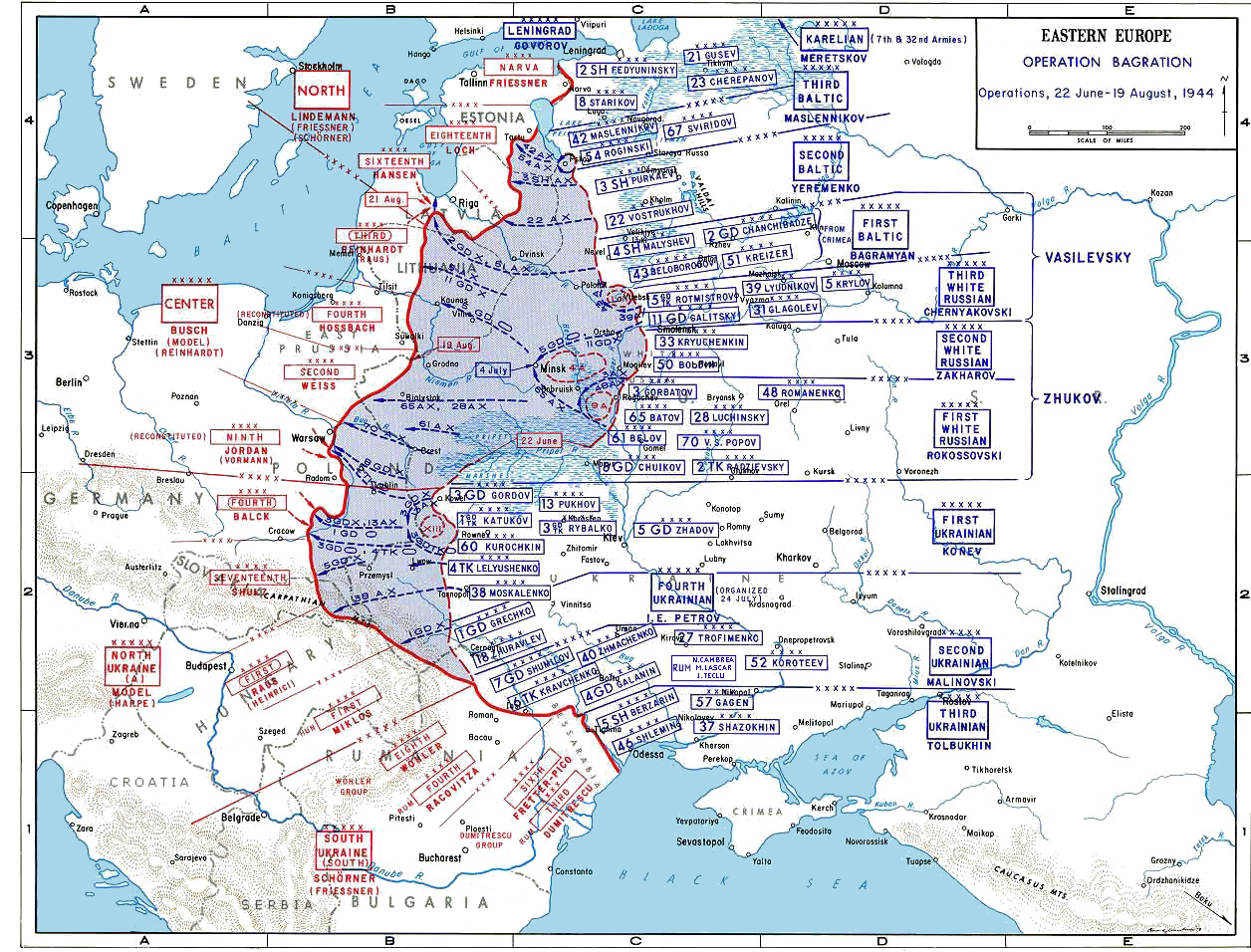
Desplegament de l'forces soviètiques i alemanyes durant l'Operació Bagration, el juny de 1944.

Amb la fi de les operacions a Kursk, els soviètics van iniciar una sèrie d'ofensives en diversos fronts per pressionar els alemanys fora dels seus territoris. L'octubre de 1943, el Onzè Exèrcit de Bagramian va ser traslladat al Segon Front Bàltic, que es concentrava en la reconquesta de Belarús i les repúbliques bàltiques. Al novembre, Stalin va oferir a Bagramian el càrrec de comandant en cap del Primer Front Bàltic amb els mateixos objectius que el Segon Front Bàltic, però feia poc progrés en les seves temptatives d'avançar cap al nord.
Stalin li permetria mantenir l'Onzè Exèrcit, i va suggerir el Coronel General Txíbisov, un oficial, assumir la seva posició. Bagramian però va comentar que havia tingut una discussió amb Txíbisov i en el seu lloc es va nomenar el Tinent General Galitski. Stalin, es va adonar que Bagramian no estaria en condicions de coordinar amb coherència a causa del conflicte que tenia, d'acord amb el suggeriment de Bagramian, va ser promogut al rang de General d'Exèrcit.
L'hivern de 1943, les seves forces van avançar cap a la ciutat belarussa de Vítsiebsk. Una de les claus que va veure Bagramian va ser que molts dels soldats havien format part de les unitats veteranes que havien estat entrenades en la regió àrtica de Sibèria, i els resultava fàcil travessar les defenses alemanys que havien construït durant diversos mesos. Entre els llocs clau imprescindibles per arribar a Vítsiebsk i Gorodok, que actuava com un centre de comunicacions que els alemanys havien fortificat fortament. Tot i la forta defensa, Bagramian va ser capaç d'utilitzar la seva artilleria pesant i suport aeri de la Força Aèria Soviètica i bombardejar la ciutat, a continuació, posar en marxa un triple atac des del terra. La guarnició alemanya va ser devastada, i el 24 de desembre, van ser preses dues divisions d'infanteria i una divisió de tancs alemanyes. A Moscou, la notícia de la victòria de Gorodok impulsar una salva de 124 canonades en honor de Bagramian i el Primer Front Bàltic.
El 2 d'abril de 1944 Stalin va concedir a Bagramian la sol·licitud que aquest havia fet per alleujar les tropes en les funcions de l'ofensiva del Front. No obstant això, les forces alemanyes van prendre la iniciativa, ja que van muntar una nova ofensiva contra els partisans soviètics a Belarús. Bagramian va desviar suport aeri i altres subministraments essencials als partisans, que va permetre a la majoria d'ells escapar del setge alemany. Amb l'avanç de les forces soviètiques al Bàltic i Ucraïna, el Grup d'Exèrcits Centre alemany havia estat en gran part aïllat com la STAVKA estava planejant i preparant. El pla de la STAVKA, el nom en codi era Operació Bagration es va mantenir en secret per a tots els comandants del front que hi anaven a participar. Al mateix Bagramian només se'l va informar del seu paper en aquesta decisiva ofensiva el maig de 1944.
Bagration va ser el nom que es va utilitzar per nomenar el Primer, Segon i Tercer Fronts Belarussos i el Primer Front Bàltic la seva missió era enfonsar al Grup d'Exèrcit Centre. Bagramian va ser l'encarregat d'atacar a les forces al riu Daugava i juntament amb el Tercer Front Belarús se situà prop de Vítsiebsk i de les forces alemanyes.
Encara que Bagramian igual que tots els comandants de l'Exèrcit Roig considerava acceptable sostenir moltes baixes, li va commocionar tremendament la immensa pèrdua de vides, per aquesta raó, va tractar de reduir aquests nivells principalment mantenint l'element sorpresa a les operacions. En els seus preparatius per a l'Operació Bagration, va guiar el 43è Exèrcit per desplaçar-se per una difícil geografia, entre pantans i aiguamolls, tenint al Grup d'Exèrcits Nord en el seu flanc dret. Aquesta maniobra, va prendre per sorpresa al Grup d'Exèrcit Nord. El 43 Exèrcit va aconseguir un gran èxit en el seu atac. El comandant del 43è Exèrcit, el General Beloboródov va escriure que durant l'ofensiva, un alemany capturat va declarar que les forces alemanyes havien estat preses per sorpresa per les forces atacants.
Bagramian va seguir avançant cap a Vítsiebsk i les seves forces van ser ajudades pels mateixos partisans belarussos que havien escapat del setge alemany l'abril. Sempre considerava vital la intel·ligència, que incloïa la informació sobre la ubicació dels ponts i els moviments de tropes, i també per això, va llançar atacs contra les línies de la logística alemanya. El 22 de juny de 1944, l'Operació Bagration va començar i Bagramian procedir a avançar cap a l'oest, com s'havia planejat prèviament. No obstant això, va créixer la bretxa en el flanc nord del Front. Stalin va acordar enviar un cos de tanc per reforçar les forces de Bagramian, però li van ordenar de capturar Polatsk. El 3 de juliol les seves tropes havien realitzat les tasques establertes, destruint el Tercer Exèrcit Panzer i capturant Polotsk. Gràcies a aquests èxits, el 7 de juliol va ser condecorat amb el títol d'Heroi de la Unió Soviètica.